# Tune-Yards
Tune-Yards (Eigenschreibweise: tUnE-yArDs) ist eine in Oakland, Kalifornien ansässige amerikanische Band, die bei 4AD unter Vertrag steht. Ihre Musik lässt sich den Genres Independent und experimentelle Musik zuordnen.

## Geschichte
Gegründet wurde Tune-Yards im Jahr 2006 als Solo-Projekt von Merrill Garbus (* 3. März 1979 in Connecticut). Garbus’ Eltern sind Folk-Musiker. Seit 2010 arbeitet sie mit ihrem Partner Nathaniel „Nate“ Brenner und wechselnden Gastmusikern zusammen.
Die ursprüngliche Fassung des ersten Albums BiRd-BrAiNs von 2009 wurde allein von Garbus und nur mit einem tragbaren Kassettenrekorder aufgenommen. Die Abmischung erfolgte mittels Shareware. Es folgten eine auf 1000 Stück limitierte Ausgabe als Schallplatte sowie eine remasterte Version.
Für die Herstellung der Schallplattencover wurden alte, zum Teil auf Flohmärkten erstandene Schallplattencover anderer Interpreten „auf links gedreht“ und die unbedruckten Innenseiten in Handarbeit neu gestaltet.
Das zweite Album WHOKILL erschien im April 2011 und sorgte in den USA für eine größere Bekanntheit der Tune-Yards. WHOKILL wurde im Laufe des Jahres in vielen Magazinen als eines der Top-Alben 2011 erwähnt, so zum Beispiel im Time Magazine, Rolling Stone, Spin Magazine und der New York Times. Die von amerikanischen Musikkritikern erstellte Musikliste Pazz & Jop der New Yorker Wochenzeitung The Village Voice, führt WHOKILL als „Bestes Album 2011“.
Das dritte Album Nikki Nack erschien am 5. Mai 2014.

## Stil
Garbus loopt Trommel- und Perkussionsrhythmen sowie ihre Stimme und untermalt damit ihren Gesang. Dazu spielt sie Ukulele und teilweise Synthesizer. Da sie zeitweise in Kenia studierte, weist ihre Musik auch Einflüsse afrikanischer Musik auf.

## Diskografie

### Studioalben
- 2009: BiRd-BrAiNs
- 2011: WHOKILL
- 2014: Nikki Nack
- 2018: I Can Feel You Creep Into My Private Life
- 2021: sketchy.

### Singles
- 2009: Sunlight
- 2011: Bizness

### EPs
- 2009: Hatari
- 2009: Bird-Droppings
- 2010: Real Live Flesh